# 中国驻瓜亚基尔总领事馆
中华人民共和国驻瓜亚基尔总领事馆（西班牙語：Consulado General de la República Popular China en Guayaquil），简称中国驻瓜亚基尔总领事馆，是中华人民共和国派驻厄瓜多尔瓜亚基尔的最高级别外交机构。领区包括埃尔奥罗省、瓜亚斯省、马纳比省、洛斯里奥斯省、圣埃伦娜省。